# Bateria d'ió liti en polímer
Bateria d'ió de liti en polímer, o bateria d'ió de liti-polímer, (abreviat, Li-Po) és una bateria en què l'electròlit és una solució de sals de liti en un polímer sòlid o gelatinós, l'ànode és de carboni i el càtode és un òxid metàl·lic.
És una bateria recarregable que evolucionà a partir de les bateries d'ió de liti on l'electròlit de sals de liti ja no es troba en una solució orgànica sinó en un polímer compost sólid, com ara el poliacrylonitril.

## Aplicacions
Un avantatge de les cel·les Li-Po és que els fabricants poden donar forma a les bateries quasi a voluntat, i això és un avantatge per als fabricants de telèfons mòbils que treballen constantment a la recerca del disseny més petit, més fi i més lleuger.
Un altre avantatge és que la relació d'autodescàrrega és molt menor.

## Tecnologia
Actualment se'n comercialitzen de dues menes. La diferència és que les de Bellcore/Telcordia fan servir un càtode de LiMnO₄, mentre que l'altra, el més convencional de LiCoO₂.